# Anne van Keppel, grevinde af Albemarle
Anne van Keppel (født 24. juni 1703, død 20. oktober 1789), født som Lady Anne Lennox var en britisk adelskvinde og hofdame. Hun tilhørte den udvidede kongefamilie.

## Forfædre
Anne Lennox var sønnedatter af Karl 2. af England, tipoldedatter af bl.a. Henrik 4. af Frankrig og Anne af Danmark samt tiptipoldedatter af Frederik 2. af Damark-Norge.

## Efterkommere
Anne var gift med Willem van Keppel, 2. jarl af Albemarle (1702–1754). Blandt deres efterkommere er Diana Frances Spencer, prinsesse af Wales (1961–1997) og Camilla, dronning af Storbritannien (født 1947), der begge giftede sig med Charles, prins af Wales (født 1948).

## Titler
- 1703 – 1722: ladyen Anne Lennox
- 1722 – 1754: den meget ærede grevinden af af Albemarle
- 1754 – 1789: den meget ærede enkegrevinden af af Albemarle